# Étienne de La Fléchère
Étienne de La Fléchère, all'anagrafe Marie Ange Alexis Étienne, anche noto in Italia come Alessio de La Flechere (Saint-Jeoire-en-Faucigny, 1º giugno 1822 – Parigi, 4 marzo 1887), è stato un politico francese.

## Biografia
Fu Deputato del Regno di Sardegna per due legislature: nella VI fu eletto nel Collegio elettorale di Taninges; nella VII fu eletto a Saint-Jeoire.